# Asociación de Hispanistas de Egipto

La Asociación de Hispanistas de Egipto (en árabe: رابطة علماء الاسباني من مصر), es una organización creada en 1968 en El Cairo, Egipto, a petición del aquel entonces Consejero Cultural de la Embajada de España en este país africano, D. Ángel Ballesteros. Desde sus inicios, la Asociación contaba unos 15 integrantes de todos los estudiantes del idioma español y algunos que ya se habían doctorado en España. El Presidente era el Dr. Mahmud Ali Makki, pero dado la situación de la mayoría de los integrantes ocupados con sus estudios, fueron pocas las actividades que se realizaban. En 1999 y debido a los cambios de los estatutos de las ONGS en Egipto y puesto que la Asociación, fue una más para el Gobierno egipcio, lo cual se vieron obligados a normalizar la situación para poder trabajar. Gracias a los respectivos directores del Instituto Cervantes de El Cairo, por los apoyos y ayudas que ofrecieron a la Asociación, pudieron trabajar en lo que respecta a los estudios hispánicos en Egipto. 
La Asociación cuenta con tres comités como el Administrativo ejecutivo, científico y social. El campo de trabajo constituye en los estudios académicos como la Literatura, Lingüística y Traducción, además es una Organización de conferencias con la colaboración del Instituto Cervantes de El Cairo, así como encongresos.
Uno de los principales objetivos de la Asociación, es estrechar las relaciones con la Embajada y las Universidades de España, por ello se ha firmado cuatro convenios con las Universidades de Granada, La Mancha y Alcalá de Henares, consiguiendo de tal modo un intercambio de profesores y estudiantes para ofrecer estudios en ambos países.